# 矢田有三
矢田 有三（やだ ゆうぞう、1939年8月30日- ）は、日本の元俳優、元声優。東京都出身。プロダクション・タンクに所属していた。

## 出演作品

### テレビドラマ
- 大河ドラマ
  - 秀吉（1996年）
  - 元禄繚乱（1999年） - 医師
    - 第13話「誘拐」
    - 第14話「大名火消し」
    - 第46話「討入りの日」

  - 葵 徳川三代（2000年） - 典医
- 憲法はまだか 第2話（1996年）
- 金曜エンタテイメント 内田康夫サスペンス 浅見光彦シリーズ 第7作「恐山殺人事件」（1998年）
- こいまち 第6話「伊豆・伊東男知らず39才女の大恋愛…操、守ります!」（1999年）
- ウルトラマンコスモス 第34話「海神の怒り」（2002年） - 釣り人
- 日曜劇場 / サラリーマン金太郎 第8話「俺、族議員の疑惑を暴くス!」（2002年）
- 月曜ミステリー劇場 弁護士 朝吹里矢子 第2作「衝動殺人の謎」（2002年） - 春日丈造
- ほんとにあった怖い話 第4話「病棟の夜」（2004年）
- エースをねらえ! 第7話「絶対無二の一球」（2004年）
- 砂の器 第8話「聞こえてきた父の声」（2004年）
- 永遠の君へ（2004年）
- はみだし刑事情熱系 第1話「父は生きていた…衝撃の期」（2004年）
- 汚れた舌 第3話「嘘のない夫婦」（2005年）
- 離婚弁護士II〜ハンサムウーマン〜 第11話「最後に笑う女」（2005年）

### 映画
- みんな〜やってるか!（1995年）
- 宮澤賢治 その愛（1996年）
- 八つ墓村（1996年）
- HANA-BI（1998年）
- 宣戦布告（2002年）
- 修羅のみち6 血染めの海峡（2003年）

### テレビアニメ
- 人間交差点（2003年、大川教授）

### ラジオ
- FMラブリー（エフエム東京）